# Політика виконання
Полі́тика викона́ння (нім. Erfüllungspolitik) — термін на позначення економічної політики Німеччини 1921 року, яка виражалася виконанням пунктів Лондонської конференції 1921 про виплачування військових репарацій Німеччиною країнам-переможцям.

## Причина
По завершенню Першої Світової війни у Версальському мирному договорі Німеччина зобов'язалася виплачувати репарації державам-союзникам за втрати ,понесені ними під час війни. Компенсаційна комісія 27 квітня 1921 року визначила їх у 132 млрд. марок і 25% річних прибутків від зовнішньої торгівлі. При відмові виконання цих положень Антанта зареклася окупувати Рур, строк виконання цих вимог — 12 травня.
Уряд Костянтина Ференбаха 4 травня відмовився виконувати ультиматум, демонстративно пішовши у відставку. Вже через тиждень, 10 травня було вибрано новий уряд на чолі з Джозефом Віртом, котрий уже на наступний день оголосив про прийняття цих умов.

## Хід виконання
Погодившись на умови Антанти, Німеччина сподівалася на сприятливе рішення Міжсоюзницької комісії щодо приналежности Верхньої Сілезії. У серпні 1921 року уряд Вірта сплатив перший мільярд. Згодом, на початку 1922., через економічні труднощі виплати були припинені. Причиною стало рішення Міжсоюзницької комісії про поділ Верхньої Сілезії.
Стан економіки Німеччини стрімко погіршувався, зростала інфляція, однак зі сторони уряду не було спроб покращити ситуацію. Уряд обрав стратегію доведення економіки до краху задля переконання Антанти у неспроможності подальшого виплачування репарацій. У зв'язку з цим 14 листопада 1922 відбулося падіння уряду Вірта. На заміну старого Вірту прийшов новий канцлер Вільґельм Куно.
Куно зробив спробу відновити економіку. Для цього він надіслав запит на мораторій у держав-союзників на виплачування репарацій, надання позики та зменшення суми виплати — до 50 мільярдів. Запит був відхилений, головно через позицію Франції, котра мала побоювання реваншу зі сторони Німеччини. Таке рішення спонукало Ваймарську Республіку й надалі не виплачувати збитки.

## Наслідки
Унаслідок невиконання умов Антанти 10. й 11. грудня була зорганізована Друга Лондонська конференція, де Німеччину переконували у обов'язковості виконання цих умов, однак як і у випадку зі Паризькою конференцією це не дало результату, адже Франція вже була налаштована та готова до війни, лише шукаючи формального приводу.
Міжсоюзницька комісія 28 грудня та 9 січня у своїх нотатках зазначила ,що Німеччина має заборгованість. Франція визнала це порушенням положень Версальського договору, тож 10 січня війська Франції та Королівства Бельґія та кількома чиновниками з Італії почали військове вторгнення у Рур, котрий вже до цього був відділений від решти Німеччини митним кордоном і перед окупацією використовувався винятково для  виплачування репараційуточнити яким чином, адже є вельми багатий на ресурси. Конфлікт завершився у 1924, коли Німеччина прийняла так званий «План Доза», який подовжив репарації Німеччини ще на сорок років.